# ヒルシャイト
ヒルシャイト (ドイツ語: Hirschaid) は、ドイツ・バイエルン州のオーバーフランケン行政管区バンベルク郡に属する市場町である。バンベルクの南約12km、レグニッツ川およびマイン・ドナウ運河沿いに位置する。

## 名前の由来
町の名前は、貴族一門の「ヒルツハイデ家 (Hirzheide)」に由来する。その家紋であるシカ (Hirsch) は、この町の紋章にも描かれている。

## 市場町の歴史
北のリューネブルク地方と南の上部オーストリアとを結んでいた「via regia （王の道）」という古代街道からほど近い場所に位置している。レグニッツ川の渓谷上からは、新石器時代後期に始まる古い時代の入植地の証拠となる出土品が発掘されている。出土品の中でも特に、ラテーヌ時代（ケルト時代）後期の証明となるのはフリーゼン観測所付近から発掘された壁の残骸である。1079年にハインリヒ4世が作成した文書が歴史上、ヒルシャイトが確認できる最初のものである。この記述の年を根拠に1979年に900年祭が祝われた。1300年からは貴族領となり、ヒルツハイデ家の家士あるいは代官が統治した。フランケン地方の家系は1590年に断絶したが、スウェーデン＝リヴォニア地方の家系が現在まで存続している。この家の、銀地で青い三峰の山から金のシカが現れる図柄の紋章は、この町の紋章の雛形になった。
幹線道路沿いのこの町は、スウェーデン戦争で特に甚大な被害を受けた。当時の年代記作者はこう書いている。「1633年の聖母マリアのお潔めの日（2月2日）の後、スウェーデン軍が押し寄せてきた。彼らは、その手が届くすべてを略奪し、強奪した。教会といえども例外ではなく、神の家の窓や扉は打ち破られ、鐘は引きずり降ろされて打ち砕かれた。」この町は七年戦争（1756年 – 1763年）でも被害を受けたに違いない。さらには、ナポレオン戦争の際、1793年8月6日に隣接する町で帝国軍対フランス軍の激しい騎兵戦・砲撃戦が戦われ、この町にも大きな被害がもたらされた。世俗化によりヒルシュハイトは、105の独立した集落とともにバイエルンに編入された。
1834年のルートヴィヒ・ドナウ＝マイン運河の建設、1844年の鉄道ニュルンベルク - バンベルク線の開通により工業化が進んだ。この頃創設された籠の製作所は多くの職場や所得を提供した。1900年頃の人口は、約1120人、戸数は173戸であった。ニュルンベルク - バンベルク線の駅を有し、高速道路に隣接するという交通の便の良さのため、また1972年の市町村再編の影響もあって、小地区を含めた合計で、人口11,000人以上に増大し、交通および経済の小中心となるほど著しい発展を遂げた。

## 地理
町の中心部は、バンベルクの南南東、ライヒェ・エーブラハ川がレグニッツ川に注ぐ河口に位置する。
アウトバーン73号線に近く、この道路を介してバンベルク(12km)、エアランゲン(40km)、ニュルンベルク(60km)にアクセスしやすい、という地理的な条件だけではないにしろ、町は1960年代に飛躍的な発展を遂げた。

### 紋章
銀地に、半分だけの八角形の青い星形から飛び出す黒いシカ。

## 宗教
- ローマカトリック: 約80%
- プロテスタント ルター派: 約10%
- その他: 10%

## 友好都市
- イヴァンチュナ・ゴリツァ（スロベニア）

## 自治体の構成
この町は、公式には11の集落からなる。このうち孤立農場などを除く集落を以下に列記する。
| - エルラッハ - フリーゼン - グロースブーフフェルト - ヒルシャイト - クラインブーフフェルト | - ケットマンスドルフ - レーバースドルフ - ローテンザント - ザッサンファールト - ザイゲンドルフ |

## 引用
1. ↑  https://www.statistikdaten.bayern.de/genesis/online?operation=result&code=12411-003r&leerzeilen=false&language=de Genesis-Online-Datenbank des Bayerischen Landesamtes für Statistik Tabelle 12411-003r Fortschreibung des Bevölkerungsstandes: Gemeinden, Stichtag (Einwohnerzahlen auf Grundlage des Zensus 2011)
2. ↑  Bayerische Landesbibliothek Online